# Objetivo de Desenvolvimento Sustentável 1
Objetivo de Desenvolvimento Sustentável 1 (ODS 1 ou Objetivo Global 1), um dos 17 Objetivos de Desenvolvimento Sustentável estabelecidos pelas Nações Unidas em 2015, prevê o fim da pobreza em todas as suas formas. A formulação oficial é: "Sem Pobreza". Os países membros comprometeram-se a "não deixar ninguém para trás": subjacente ao objectivo está um "compromisso forte de não deixar ninguém para trás e chegar primeiro aos que estão mais para trás". O ODS 1 visa erradicar todas as formas de pobreza extrema, incluindo a falta de alimentos, água potável e saneamento. Alcançar essa meta inclui encontrar soluções para novas ameaças causadas por mudanças climáticas e conflitos. O ODS 1 concentra-se não apenas nas pessoas que vivem na pobreza, mas também nos serviços dos quais as pessoas dependem e nas políticas sociais que promovem ou previnem a pobreza.
O objectivo tem sete metas e 13 indicadores para medir o progresso. As cinco "metas de resultados" são: erradicação da pobreza extrema; redução de toda a pobreza pela metade; implementação de sistemas de protecção social; garantia de direitos iguais de propriedade, serviços básicos, tecnologia e recursos económicos; e a construção de resiliência a desastres ambientais, económicos e sociais. As duas metas relacionadas aos "meios para alcançar" o ODS 1 são: mobilização de recursos para erradicar a pobreza; e o estabelecimento de marcos de políticas de erradicação da pobreza em todos os níveis.
Apesar do progresso contínuo, 10% da população mundial vive na pobreza e luta para atender às necessidades básicas, como saúde, educação e acesso a água e saneamento . A pobreza extrema continua prevalente em países de baixa renda, particularmente aqueles afectados por conflitos e convulsões políticas.  Em 2015, mais da metade dos 736 milhões de pessoas que viviam em extrema pobreza no mundo viviam na África Subsaariana. Sem uma mudança significativa na política social, a pobreza extrema aumentará dramaticamente até 2030. A taxa de pobreza rural é de 17,2% e 5,3% nas áreas urbanas (em 2016). Quase metade são crianças.
Um dos principais indicadores que medem a pobreza é a proporção da população que vive abaixo da linha de pobreza internacional e nacional. Medir a proporção da população coberta por sistemas de protecção social e que vive em domicílios com acesso a serviços básicos também é uma indicação do nível de pobreza. A erradicação da pobreza tornou-se mais difícil com a pandemia COVID-19 em 2020. Os bloqueios locais e nacionais levaram ao colapso da actividade económica que reduziu ou eliminou as fontes de renda e acelerou a pobreza. Um estudo publicado em setembro de 2020 descobriu que a pobreza aumentou 7% em apenas alguns meses, embora tenha diminuído continuamente nos últimos 20 anos.:9

## Antecedentes

Proporção de pessoas que vivem com menos de 1,90 USD por dia, 1990-2015, previsão actual de 2018 e projecção para 2030 (percentagem)

Em 2013, cerca de 385 milhões de crianças viviam com menos de 1,90 USD por dia. Esses números não são confiáveis uma vez que existem lacunas enormes nos dados sobre a situação das crianças em todo o mundo. Em média, 97% dos países têm dados insuficientes para determinar o estado de crianças pobres e fazer projecções para o ODS 1, e 63% dos países não têm de todo dados sobre pobreza infantil.
Desde 1990, países em todo o mundo tomaram várias medidas para reduzir a pobreza e alcançaram resultados notáveis. O número de pessoas que vivem em extrema pobreza diminuiu de 1,8 mil milhões para 776 milhões em 2013. Ainda assim, muitas pessoas continuam a viver na pobreza, com o Banco Mundial estimando que 40 milhões a 60 milhões de pessoas cairão na pobreza extrema em 2020. Um limiar de pobreza muito baixo justifica-se ao realçar a necessidade das pessoas que se encontram na posição menos favorável. Essa meta pode não ser adequada para a subsistência humana e as necessidades básicas; sendo por essa razão que também são normalmente rastreadas mudanças relativas a linhas de pobreza mais altas.
Pobreza é mais do que a falta de renda ou recursos: as pessoas vivem na pobreza se não tiverem serviços básicos como saúde, segurança e educação. Eles também experimentam fome, discriminação social e exclusão dos processos de tomada de decisão. Uma métrica alternativa possível é o Índice de Pobreza Multidimensional.
Mulheres enfrentam riscos potencialmente fatais decorrentes da gravidez precoce e gravidezes frequentes. Isso pode resultar em níveis de educação e rendimento mais baixos. A pobreza afecta grupos etários de maneiras diferentes, com os efeitos mais devastadores experimentados pelas crianças. Ela afecta a sua educação, saúde, nutrição e segurança, impactando o desenvolvimento emocional e espiritual. O cumprimento da Meta 1 é impedido pela falta de crescimento económico nos países mais pobres do mundo, pela crescente desigualdade, pela fragilidade do Estado e pelos impactos das mudanças climáticas. Os governos locais desempenham um papel relevante em questões relacionadas com a pobreza. Essas funções diferem em todo o mundo e incluem:
- Governança adequada para atender às necessidades dos pobres urbanos e ser capaz de promover responsabilidade e transparência.
- Garantir educação inclusiva para aumentar a chance de empregabilidade.
- Trabalhar na ética empresarial de negócios comunitários que impactam comunidades pobres e rurais.

Antes da pandemia COVID-19 em 2020, o ritmo de redução da pobreza global estava a diminuir e previa-se que a meta global de erradicar a pobreza até 2030 fosse perdida. No entanto, a pandemia está empurrando dezenas de milhões de pessoas de volta à pobreza extrema, desfazendo anos de progresso. Estima-se que a taxa global de pobreza extrema seja de 8,4 a 8,8 por cento em 2020, próximo ao nível de 2017. Consequentemente, cerca de 40 a 60 milhões de pessoas serão empurradas de volta para a pobreza extrema, o primeiro aumento da pobreza global em mais de 20 anos.